# Arhimandrit
Arhimandrit este cel mai înalt rang onorific bisericesc care se conferă monahilor, de regulă pentru merite duhovnicești și/sau administrative deosebite. Rangul de arhimandrit este imediat superior celui de protosinghel, dar inferior rangului de episcop. Arhimandritul poate să fie stareț al unei mănăstiri sau să slujească pe lângă un episcop. În tradiția Bisericii Ortodoxe Ruse, arhimandriții au dreptul de a purta mitră. 

## Etimologie
Cuvântul „arhimandrit” provine din grecescul ἀρχιμανδρίτης (arhimandritis) care în traducere liberă înseamnă „începătorul turmei” (monahale). Prin extensie termenul desemnează pe părintele duhovnicesc care întemeiază și povățuiește una sau mai multe comunități de monahi. Astăzi în multe cazuri este doar un titlu onorific.

## Descriere
Arhimandritul poartă o mantie neagră, ca toți monahii, dar cu tablete roșii, care sunt așezate numai la episcopi. Împreună cu înălțarea la rangul de arhimandrit, are loc uneori și acordarea unei mitre și în acest caz dacă arhimandritul este guvernatorul sau starețul mănăstirii, el are dreptul să poarte un toiag personal în locuința sa, inclusiv la închinare.

## Acordarea rangului
În Biserica Ortodoxă Română, conform articolului 81, alineatul 3 din Statutul BOR, „rangul de arhimandrit se conferă de Chiriarh, cu aprobarea Sfântului Sinod.”